# Place Saint-Jean (Paris)
 (mars 2024).
Si vous disposez d'ouvrages ou d'articles de référence ou si vous connaissez des sites web de qualité traitant du thème abordé ici, merci de compléter l'article en donnant les références utiles à sa vérifiabilité et en les liant à la section « Notes et références ».
La place Saint-Jean est une voie du 17e arrondissement de Paris.

## Situation et accès
La place Saint-Jean est une voie publique située dans le 17e arrondissement de Paris. Elle débute au 12, rue Saint-Jean et se termine au 11, passage Saint-Michel.

## Origine du nom
Cette place doit son nom au voisinage de la rue Saint-Jean dont le nom avait été donné en raison du fait qu'elle longeait la chapelle Saint-Jean dépendant de l'église Saint-Michel, dont un de ses accès donne sur cette place.

## Historique
La place est créée en 1858 et classée dans la voirie de Paris en 1967 sous le nom provisoire de « voie J/17 » ; elle prend sa dénomination actuelle le 12 décembre 1994.

## Bâtiments remarquables et lieux de mémoire
- L'église Saint-Michel des Batignolles donne sur la place.

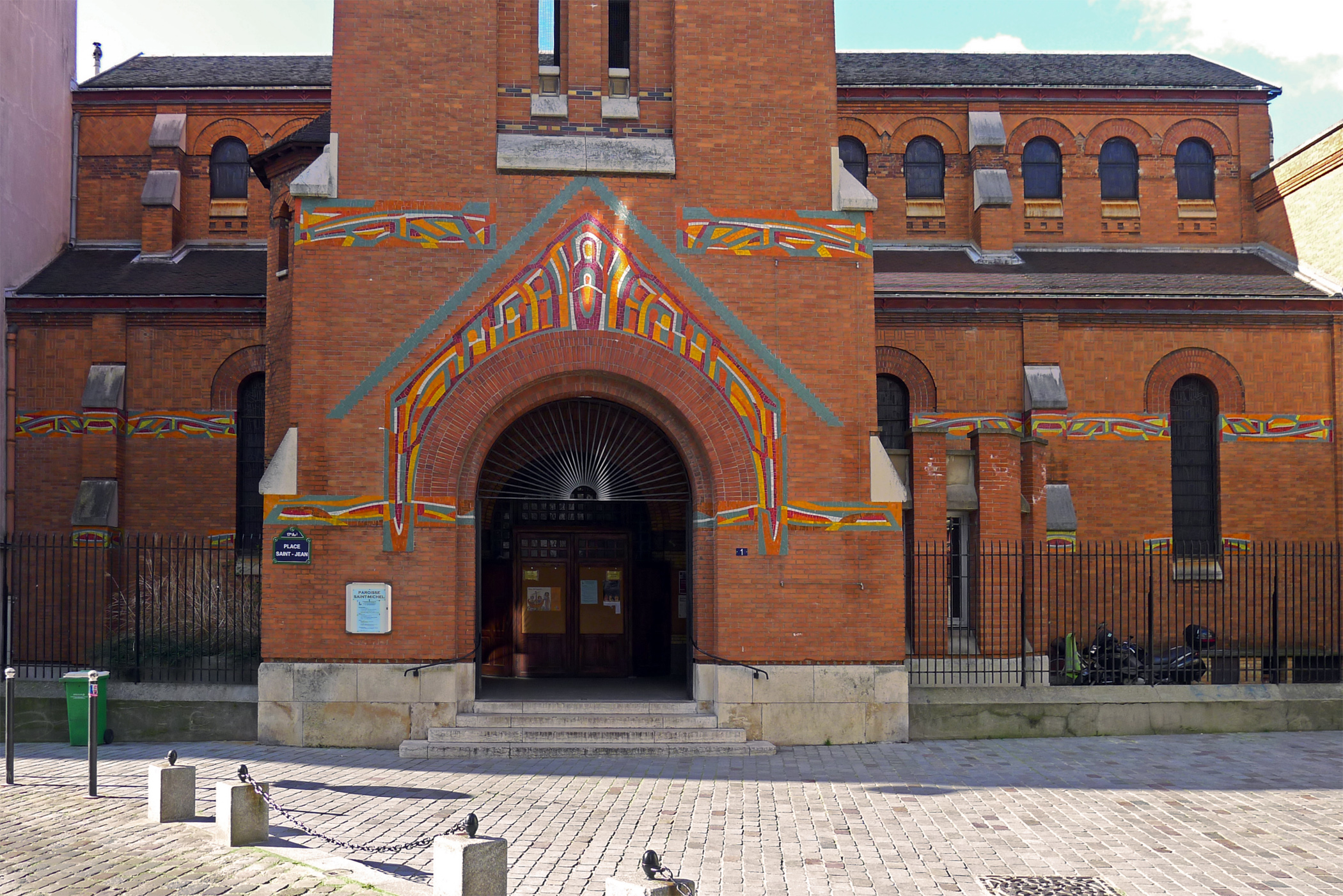
Façade de l'église Saint-Michel des Batignolles donnant sur la place.
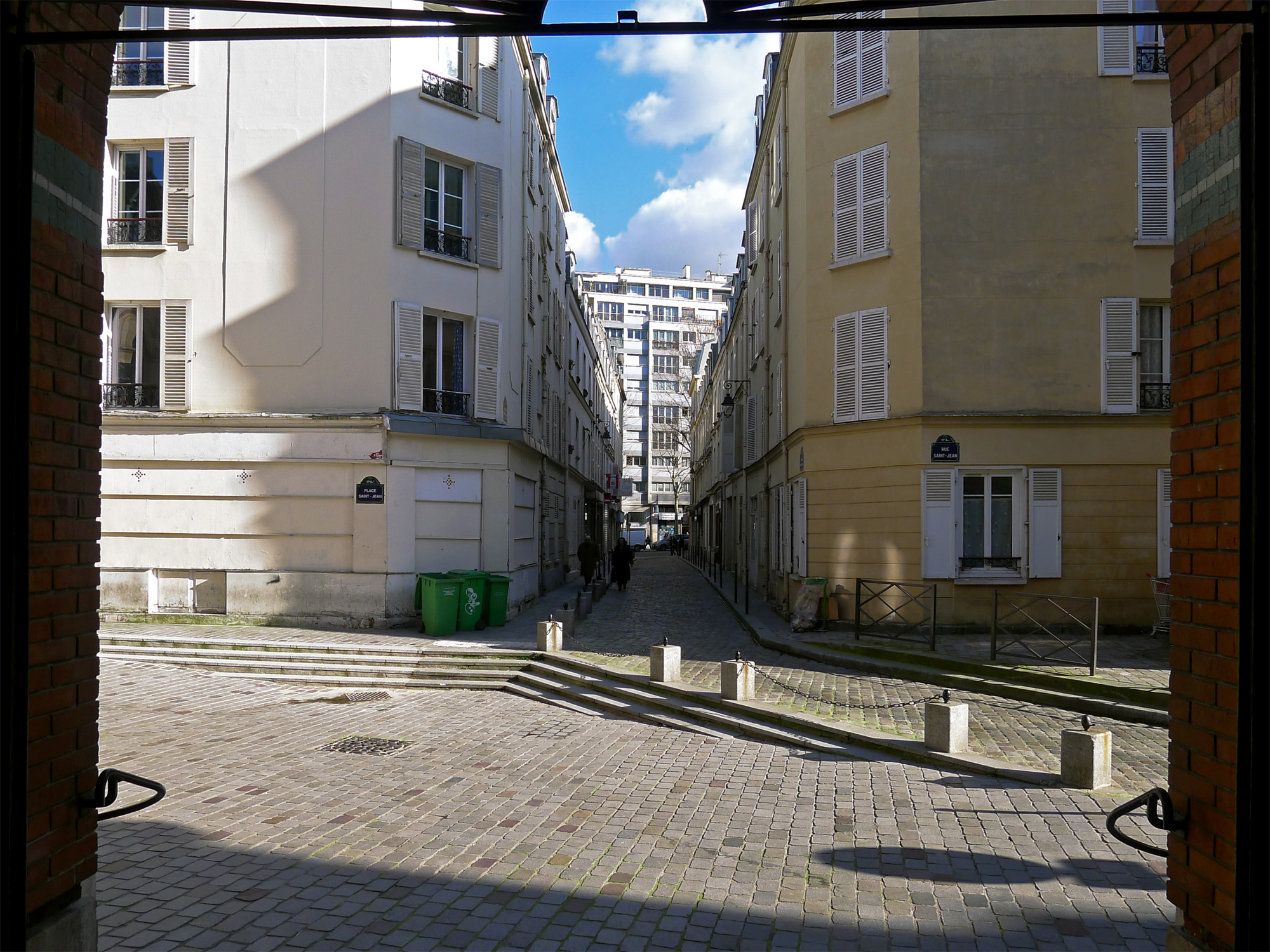
Place vue depuis l'église en direction du passage Saint-Michel.